# Akademeia
De Akademeia, Grieks: Ἀκαδήμεια, of de Academie van Athene was een beroemd gymnasium én school in het oude Athene. De Akademeia werd in 387 v.Chr. door Plato opgericht. Plato richtte deze academie op om aan jonge Atheense burgers onderricht in de filosofie te geven. Tot de leerlingen aan de Akademeia hoorde onder meer Plato's belangrijkste leerling Aristoteles. Zij hebben er beide les gegeven. De naam is zo gekozen omdat de gebouwen op het terrein van de heros Akademos lagen. Plato is ook uiteindelijk begraven in een speciaal voor hem aangelegde tuin op het terrein.

## Geschiedenis
De Akademeia was geen school zoals we dat nu kennen, maar een groep mensen uit de hogere klasse die filosofische vraagstukken bespraken. In de tijd van Plato was de toegang vrij voor iedereen. Plato heeft er veertig jaar lezingen gegeven. Na zijn overlijden werd de Akademeia door diens neef Speusippos voortgezet, de zoon van zijn oudere zuster, Potone, terwijl Aristoteles zijn eigen weg ging. In de Akademeia waren geen leraren en leerlingen, maar wel senior en junior sprekers. Het einde van de Academie kwam in 86 voor Christus toen Lucius Cornelius Sulla Athene veroverde en de Academie vernietigde.
De platonistische filosoof Cassius Longinus gaf in het midden van de derde eeuw na Christus gedurende een kleine dertig jaar les in Athene. 
In 410 na Christus werd een Neo-platonistische academie gesticht.  De Byzantijnse keizer Justinianus de Grote ontnam in 529 de betalingen aan de academie in Athene, maar liet het doorgaan in Constantinopel, Antiochië en Alexandrië. Hoewel dit edict volgens Johannes Malalas specifiek tegen het onderwijs in Athene was gericht, heeft dat niet geleid tot de sluiting van de Akademeia. Waarschijnlijk werd er tot in de 7e eeuw filosofie gedoceerd.
De geschiedenis van de Academie wordt door sommige onderzoekers verdeeld in twee perioden:
1. De Oude Academie, met Plato, Speusippus, Xenocrates en hun volgelingen
2. De Nieuwe Academie, of de 'Sceptische Academie' van de 3e en 2e eeuw v.Chr.

Anderen spreken van 5 fasen in haar geschiedenis:
1. De Oude Academie, zoals in de vorige indeling
2. De Midden Academie, met Arkesilaos
3. De Nieuwe Academie, met Carneades
4. De Vierde Academie, met Philo van Larissa
5. De Vijfde Academie, met Antiochus van Ascalon

Gedurende het grootste deel van haar geschiedenis was de Akademeia gewijd aan het toelichten en verduidelijken van doctrines van Plato, die in de dialogen niet helemaal waren uitgewerkt. Deze 'ongeschreven leer' van Plato werd blijkbaar aan zijn opvolgers doorgegeven en is ons nu vooral bekend dankzij het werk van Aristoteles. Er werd uitgegaan van twee tegenover elkaar gedachte eerste principes: 'Het Ene' en 'De Onbepaalde Tweeheid'. Uit deze principes ontstaan de Vormen of Ideeën - die mogelijk met getallen kunnen worden vereenzelvigd - die op hun beurt als overgang wiskundige vormen genereren en, op het laagste niveau, de zintuiglijk waarneembare dingen.

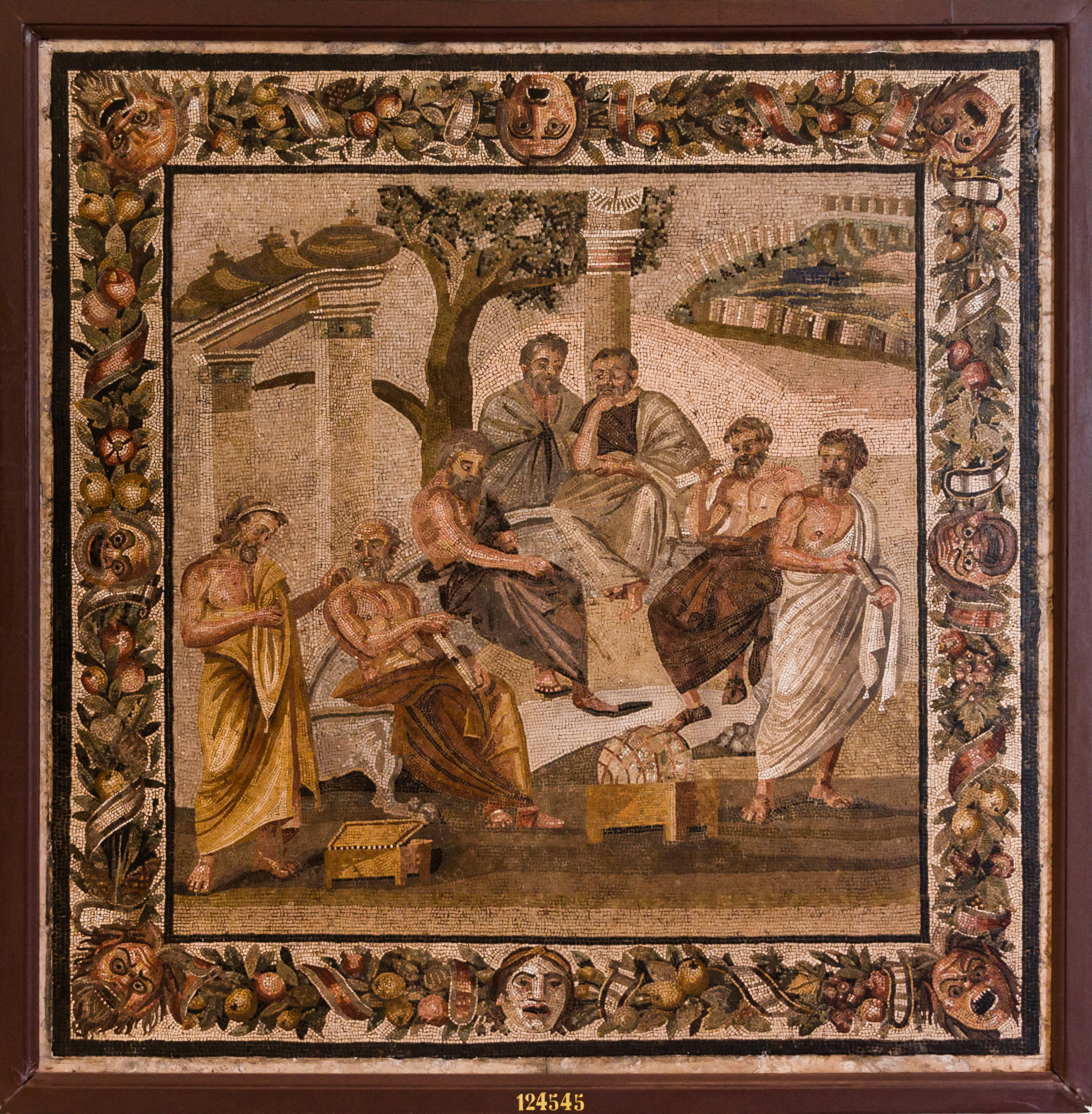
De Akademeia op een Romeins mozaïek 1e eeuw v.Chr. Museo Archeologico Nazionale di Napoli, Napels
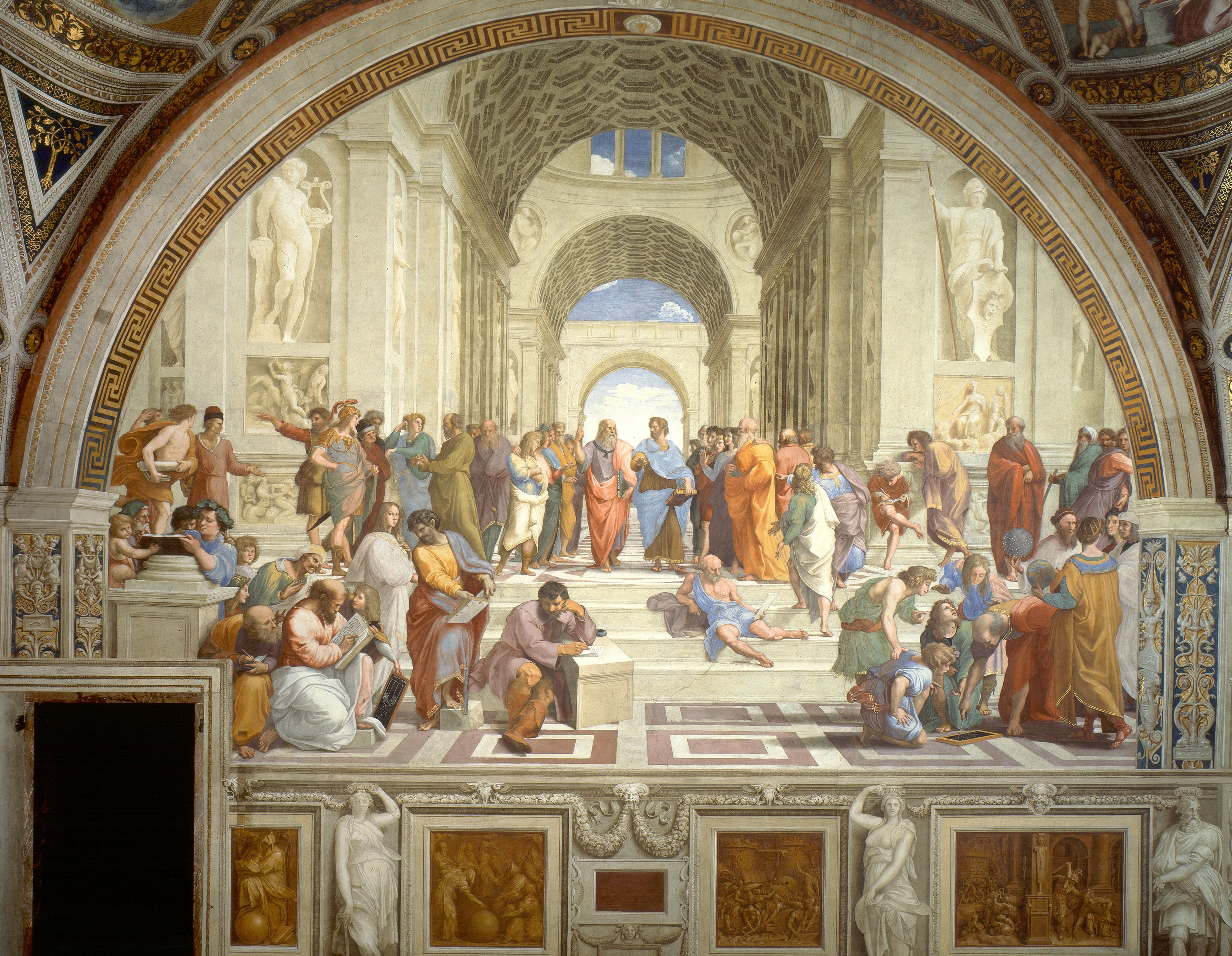
De school van Athene door Rafaël, waarschijnlijk geïnspireerd op de Akademeia
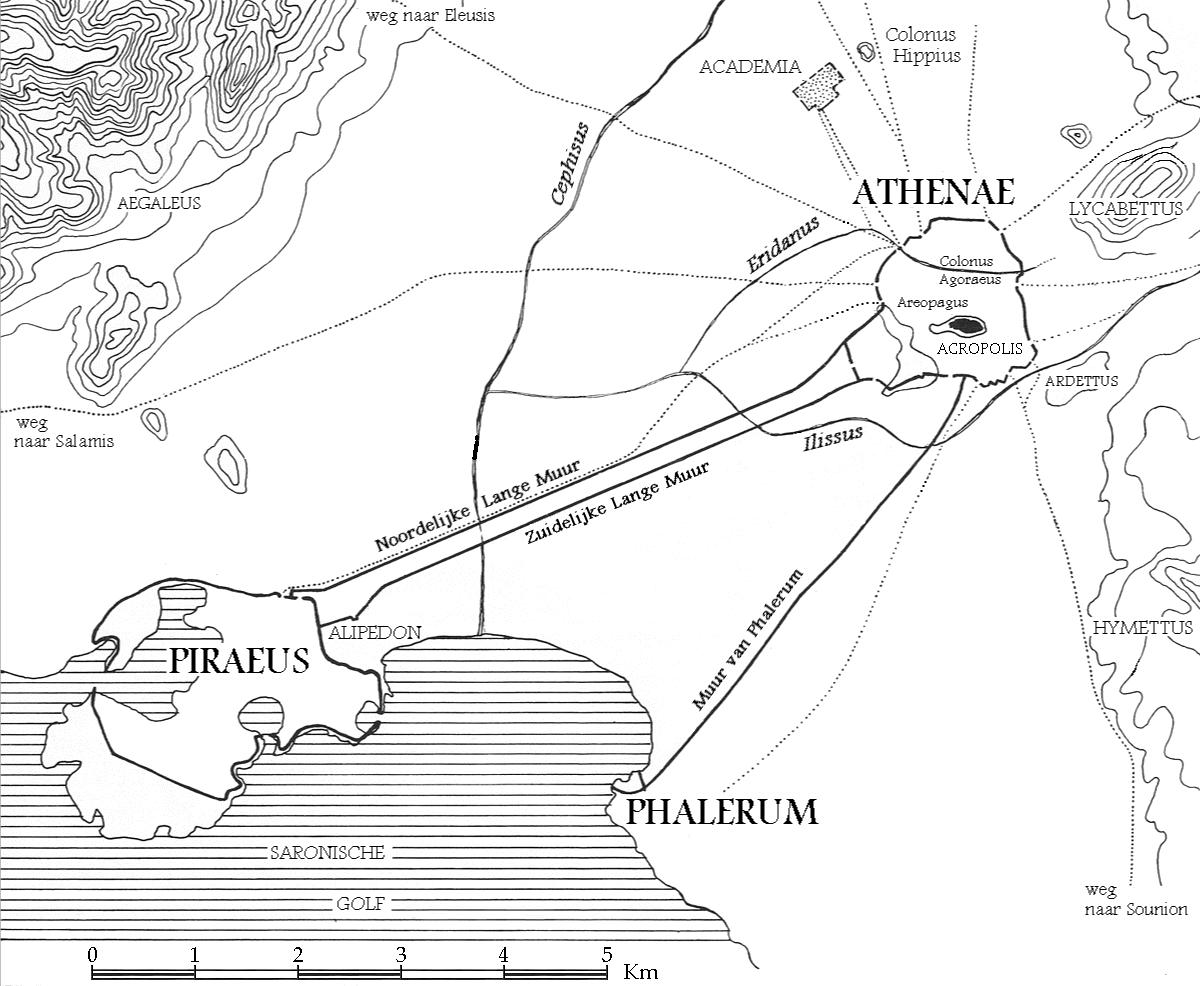
De Akademeia lag ten noorden van Athene.

- Gemeinsame Normdatei: 1035537052
- Virtual International Authority File: 301913189